# Karl Eppele
Karl Eppele (* 15. Dezember 1887 in Obergrombach; † 3. Januar 1962 ebenda) war ein deutscher Politiker (SPD).
Eppele war Bürgermeister seiner Heimatstadt Obergrombach. 1946 gehörte er der Vorläufigen Volksvertretung von Württemberg-Baden an.